# Zeno Wilde
Zeno Wilde Mendonça, mais conhecido como Zeno Wilde (Aquidauana, MS, 1947 — São Paulo, SP, 10 de dezembro de 1998), foi um dramaturgo brasileiro.

## Biografia
Conhecido por abordar temas ligados à marginalidade, teve seu primeiro sucesso na peça Blue Jeans, escrita em 1980 e remontada como musical em 1991, dirigido por Wolf Maya, cujo elenco era encabeçado por Maurício Mattar e Fábio Assunção, abordando a prostituição masculina.
Na televisão, foi co-autor de três telenovelas: As Pupilas do Senhor Reitor (1995) e Razão de Viver (1996), no SBT, e Mandacaru (1998), na extinta Rede Manchete.
Durante o trabalho em Mandacaru descobriu-se acometido de um câncer no pulmão, que o mataria poucos meses depois da conclusão da telenovela.

## Teatro
- A Diva do Barato (1977)
- Camas Redondas, Casas Quadrados (1978)
- Blue Jeans - Uma Peça Sórdida (1980)
- O Meu Guri (1984)
- Amafeu (1985)
- Anjos de Guarda (1985)
- Uma Lição Longe Demais (1986)
- Ritos de Infância (1988)
- Quem Te Fez Saber Que Estavas Nu? (1989)
- Sabe Quem Dançou? (1990) - Prêmio Shell 1991 por Melhor Texto[2]
- Olhos Cor de Mel de James Dean (1992)
- Uma Canção Desesperada (1993)
- Salve o Prazer - Assis Valente (1992)
- Exagerei no Rímel (1993)